# Dendrophylax lindenii
Dendrophylax lindenii, conhecida em português como Orquídea fantasma, é uma espécie de orquídea, família Orchidaceae, originária do sudoeste da Flórida, Bahamas e Cuba, onde crescem em áreas bastante úmidas e abafadas. Trata-se de planta epífita, monopodial, com caule insignificante e efêmeras folhas rudimentares, com inflorescências racemosas que brotam diretamente de um nódulo na base de suas raízes. As flores são grandes e vistosas, com cheiro de maçã, e tem um longo nectário na parte de trás do labelo.

## Publicação e histórico
- Dendrophylax lindenii (Lindl.) Benth. ex Rolfe, Gard. Chron., III, 4: 533 (1888).

Sinônimos homotípicos:
- Angraecum lindenii Lindl., Gard. Chron. 1846(1): 135 (1846).
- Aeranthes lindenii (Lindl.) Rchb.f. in W.G.Walpers, Ann. Bot. Syst. 6: 902 (1864).
- Polyrrhiza lindenii (Lindl.) Cogn. in I.Urban, Symb. Antill. 6: 680 (1910).
- Polyradicion lindenii (Lindl.) Garay, J. Arnold Arbor. 50: 467 (1969).